# Figulus tambourinensis
Figulus tambourinensis es una especie de coleóptero de la familia Lucanidae.

## Distribución geográfica
Habita en Australia.